# Dipyrena glaberrima
Dipyrena glaberrima là một loài thực vật có hoa trong họ Cỏ roi ngựa. Loài này được (Gillies & Hook.) Hook. mô tả khoa học đầu tiên năm 1830.